# 尾道市立浦崎中学校
尾道市立浦崎中学校（おのみちしりつ うらさきちゅうがっこう, 英: Onomichi City Munipical Urasaki Junior High School）は、広島県尾道市浦崎町に存在する公立中学校である。